# Kathedraal van de Ontslapenis van de Moeder Gods (Smolensk)
De Kathedraal van de Ontslapenis van de Moeder Gods (Russisch: Успенский собор, Oespenski sobor) is een Russisch-orthodoxe kathedraal in de Russische stad Smolensk. In de kathedraal bevond zich een voor Rusland zeer belangrijk icoon, het miraculeuze icoon van de Moeder Gods van Smolensk.

## Monomachkathedraal
In het jaar 1101 gaf Vladimir Monomach opdracht een eerste stenen kerk te bouwen. De bouwwerkzaamheden zouden enkele decennia in beslag nemen. De grote kerk werd in 1150 tijdens het bewind van Prins Rostislav gewijd. De volgende 500 jaar zou de kerk verschillende belegeringen en branden doorstaan, waaronder die van 1609-1611 toen de Polen Smolensk bestormden tijdens de Russisch-Poolse Oorlog (1605-1618). Op 3 juni 1611 brandde de kerk gedeeltelijk af nadat de verdedigers van de stad zich in de kerk verschansten en zich weigerden over te geven aan de Polen. Bij de overgave van de stad werd overeengekomen dat de kathedraal een Russisch-orthodoxe kathedraal zou blijven, echter Prins Leon Sapieha stemde in met een verzoek van de Poolse bisschop Leo Rzewuski om de kathedraal over te dragen aan de Rooms-Katholieke Kerk. Rusland zou echter Smolensk heroveren en in het vredesverdrag van 1667 werd toewijzing van de stad aan Rusland bevestigd. Prins Repnin werd belast met de inspectie van de kathedraal en een rapport op te maken van de schade aan het gebouw. De schade was echter dermate groot, dat besloten werd tot sloop van de kathedraal in 1674.

## Nieuwe kathedraal
De bouw van een nieuwe kathedraal zou bijna een eeuw lang in beslag nemen. De kathedraal werd voltooid in 1772. Staande op een heuvel was het in barokke stijl opgetrokken gebouw in verre omtrek te zien. De kathedraal kreeg een zeer fraaie iconostase met versieringen van goud, iconen en gesneden engelen. Toen in 1812 de Grande Armée de stad introk zou volgens een legende Napoleon zo getroffen zijn door de schoonheid van het gebouw, dat hij beschadiging van het gebouw verbood op straffe van de dood. Tijdens de Tweede Wereldoorlog werd de kathedraal zwaar beschadigd, maar het gebouw zou de Duitse bezetting overleven. Het miraculeuze icoon van de Moeder Gods van Smolensk verdween echter voor altijd.